# Revellinos
Revellinos település Spanyolországban,  Zamora tartományban. Revellinos Tapioles, Villárdiga, Villafáfila, San Agustín del Pozo, Vidayanes, San Esteban del Molar és Cerecinos de Campos községekkel határos. Lakosainak száma 229 fő (2024).

## Népesség
A település népessége az utóbbi években az alábbiak szerint változott:
| Lakosok száma | 334  | 310  | 331  | 308  | 285  | 265  | 273  | 249  | 252  | 229  |
|               | 2001 | 2004 | 2007 | 2009 | 2012 | 2014 | 2017 | 2019 | 2022 | 2024 |